# HMS Swift (1762)
La nave de guerra británica HMS Swift fue construida en 1762 en el astillero de John Greave en Limehouse, a orillas del río Támesis, y botada en 1763. Era una sloop of war (categoría equivalente a la de corbeta en la nomenclatura española), que contaba con 28 metros de eslora y estaba armada con 14 cañones de 6 libras y 12 pedreros de 1/2 libra. Se hundió en 1770 en las costas del actual Puerto Deseado, Argentina.
Apostada en la base británica Puerto Egmont, en las Islas Malvinas, la corbeta emprendió un viaje exploratorio por las costas patagónicas antes de que cayera el invierno de 1770. Una tormenta los obligó a recalar en Puerto Deseado (ciento catorce años antes de que se fundara el pueblo) para descansar y secar sus ropas. Entrando a la ría Deseado encallaron en una roca sumergida y, a pesar de que tras deshacerse de mucha de la carga lograron liberar la nave, minutos después se toparon con un segundo escollo no cartografiado. A las seis de la tarde del martes 13 de marzo de 1770, la H.M.S. Swift se hundió. Murieron tres de los noventa y un tripulantes (el cocinero y dos soldados). El cuerpo del cocinero apareció días más tarde y lo enterraron tras un improvisado funeral.
Permanecieron a la intemperie durante un mes, hasta que fueron rescatados por la única otra nave británica en Malvinas en ese momento: la Favourite. El rescate fue posible gracias a que los sobrevivientes de la Swift acondicionaron una chalupa y enviaron siete hombres a buscar ayuda a Malvinas.
En 1982 el pecio fue encontrado por Marcelo Román Rosas a escasos 100 metros de la costa. Los descubridores fueron un grupo de jóvenes y entusiastas buzos locales que un año atrás habían creado la "Subcomisión de Búsqueda y Recate de la Corbeta Swift", dependiente del club náutico "Capitán Oneto", de Puerto Deseado. Hoy en día, un grupo de arqueólogos trabaja en la recuperación y mantenimiento de los objetos hundidos, muchos de los cuales pueden verse en el Museo Municipal Mario Brozosky. El Instituto de Antropología y Pensamiento Latinoamericano crea en 1995, PROAS, el programa de arqueología subacuática siendo sus actuales integrantes Dolores Elkin, Cristian Murray, Mónica Grosso, Chris Underwood, Gabriela Ammirati, Ricardo Batida, Nicolás Ciarlo, Guillermo Gutiérrez. Periódicamente se dicta un curso teórico-práctico de introducción a la arqueología subacuática que cuenta con el aval institucional del INAPL (Instituto Nacional de Antropología y Pensamiento Latinoamericano) de Argentina y de la Nautical Archaeology Society (NAS) del Reino Unido.
En 2005, los arqueólogos encontraron un esqueleto humano entero y, tras estudiar los restos de tela adherida a los huesos, confirmaron que se trataba de uno de los dos soldados, pero, incluso habiendo tomado muestras de ADN, fue imposible identificar de cuál se trataba.
En julio de 2010 se estrenó un documental que cuenta la historia de la Swift, desde los sucesos previos a su hundimiento en el siglo XVIII, hasta los trabajos arqueológicos de hoy en día. Además, en marzo de 2011 se presentó una novela, titulada El secreto sumergido, escrita por el autor deseadense Cristian Perfumo, del género de intriga y que está inspirada en el descubrimiento del naufragio.